# Koluvarayanahalli, Bangalore North
Koluvarayanahalli là một làng thuộc tehsil Bangalore North, huyện Bangalore Urban, bang Karnataka, Ấn Độ.